# Henry Sinclair (Orkney)

Wappen von Henry Sinclair, Jarl von Orkney

Henry Sinclair († 1400) war ein norwegisch-schottischer Adliger und Jarl von Orkney.

## Herkunft und Erbe

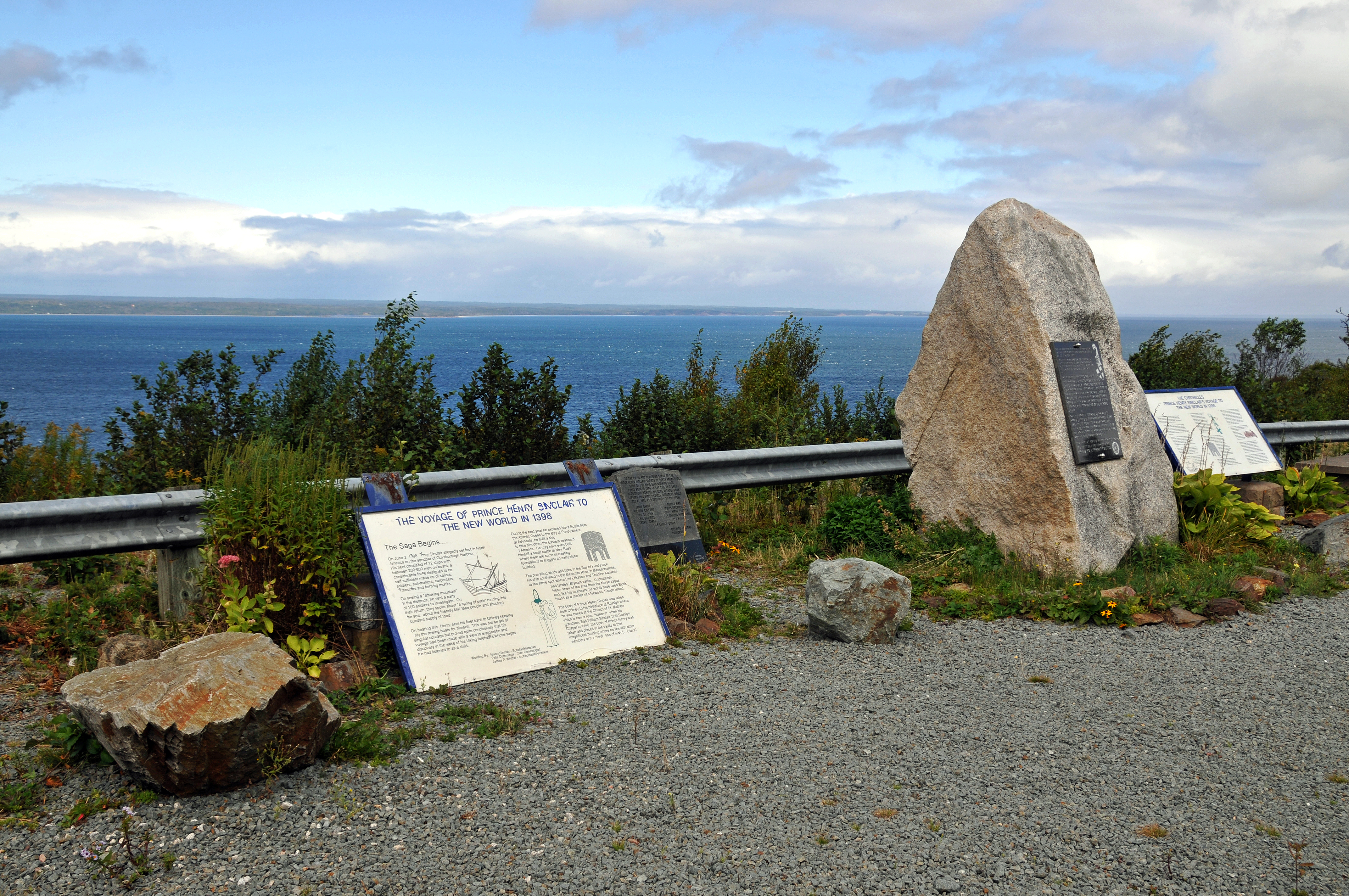
Gedenkstein in Nova Scotia am angeblichen Landungsort von Henry Sinclair

Henry Sinclair entstammte väterlicherseits der schottischen Familie Sinclair. Er war der älteste Sohn von William Sinclair und von dessen Frau Isabelle. Seine Mutter war die älteste Tochter aus der zweiten Ehe von Malise, 8. Earl of Strathearn mit Marjorie. Als Malise um 1350 ohne männliche Nachkommen starb, wurde sein Erbe unter seinen fünf Töchtern aus seinen beiden Ehen aufgeteilt. Die langwierige Erbteilung wurde durch das unterschiedliche Erbrecht erschwert, dass zu dieser Zeit noch in Nordschottland galt. In Caithness galt das schottische Recht, und obwohl die Ländereien aufgeteilt wurden, ging der Titel Earl of Caithness an Alexander de Ard († um 1376), den Sohn von Maud, Malises ältester Tochter aus seiner ersten Ehe. Im noch wesentlich skandinavisch geprägten und unter norwegischer Hoheit stehenden Orkney fielen die Rechte eines Jarls, aber nicht dieser Titel ebenfalls an Alexander de Ard, während Henry Sinclair als ältester Enkel von Malise aus seiner zweiten Ehe einen Teil des Landbesitzes erhielt. Die Herrschaft von Alexander de Ard verlief jedoch unglücklich, so dass König Håkon VI. von Norwegen nach einem Treffen mit Henry Sinclair im damals norwegischen Marstrand diesem am 2. August 1379 den Titel Jarl of Orkney mit umfassenden Rechten verlieh. In einem von September 1379 datierten Brief verspricht Sinclair dem König, keine Ländereien oder Inseln des Jarltum Orkney zu veräußern oder verpfänden.

## Jarl von Orkney
Sinclair übernahm sein Amt mit Energie und Entschlossenheit. Er führte einen Machtkampf mit seinem Cousin Malise Sperra, der vermutlich von Håkon VI. als Herr der Shetland-Inseln eingesetzt worden war. Dieser endete erst, als Malise 1391 getötet wurde. Möglicherweise hatte Sinclair noch größere Ambitionen. Nach der sogenannten Zeno Narrative sollen die Zeno-Brüder, zwei venezianische Seeleute, zusammen mit Zichmni, einem lokalen Magnaten, weit in den Nordatlantik vorgestoßen sein. Dieser Zichmni gilt als Sinclair, doch die beschriebenen Fahrten gelten als umstritten und unbelegt. Allerdings gilt es auch nicht als völlig unmöglich, dass Sinclair versuchte, die Färöer-Inseln zu unterwerfen und sogar Nordamerika entdeckte und im heutigen Nova Scotia landete. Nach der Zeno Narrative war Zichmni mit dem norwegischen König verfeindet. Jarl Henry dagegen war 1389 entweder in Norwegen oder in Dänemark, um den Anspruch von Erich von Pommern auf den norwegischen Thron anzuerkennen. Nach einem Brief des englischen Königs Richard II. an Königin Margarethe von Dänemark, der zwischen Februar 1389 und April 1391 verfasst wurde, hatte Sinclair auch gute Beziehungen zu Margarethe. Der Brief Richards II. ist vor allem eine Antwort auf Sinclairs Beschwerden, dass er von Engländern verfolgt und angegriffen werde. Richard II. beschuldigt seinerseits Sinclair, dass er zusammen mit Franzosen und Schotten Krieg gegen England führe und dass er sich deshalb weigere, ihm sicheres Geleit zu gewähren. Dennoch gewährte Richard II. schließlich vor 1392 Sinclair und 24 Begleitern freies Geleit, offenbar damit sie über England nach Frankreich und weiter nach Dänemark reisen konnten. Inwiefern es tatsächlich zu Kämpfen zwischen Engländern und Gefolgsleuten von Sinclair gekommen war, ist nicht bekannt, doch wahrscheinlich war es auf jeden Fall zu Konflikten zwischen Fischern beider Länder bei den nordschottischen Inseln gekommen. Wahrscheinlich starb Sinclair einen gewaltsamen Tod. Er wurde angeblich bei einem Gefecht auf Orkney im Kampf gegen Engländer getötet, die mit einer Flotte auf der Inselgruppe gelandet waren.

## Ehe und Nachkommen
Sinclair hatte Jean, eine Tochter von John Haliburton, Lord of Dirleton geheiratet. Mit ihr hatte er mindestens zehn Kinder, darunter:
- Henry II. Sinclair, Jarl von Orkney (um 1375–1420);
- John Sinclair († nach 1416).

Sein Erbe wurde sein ältester Sohn Henry. Bei seinem Tod übernahm jedoch zunächst seine Mutter Isabelle, die ihre Schwestern und deren Kinder überlebt hatte, die Herrschaft über Orkney. Dies geschah möglicherweise im Einklang mit dem norwegischen Recht. Erst um 1416 konnte der jüngere Henry die Herrschaft in Orkney übernehmen.